# Gli amori di Astrea e Céladon
Gli amori di Astrea e Celadon (Les Amours d'Astrée et de Céladon) è un film del 2007 diretto Éric Rohmer, ispirato a un'opera seicentesca della letteratura francese, il romanzo pastorale L'Astrea (L'Astrée), pubblicato da Honoré d'Urfé tra il 1607 e il 1627.
Dopo La Marquise d'O, Il fuorilegge e L'Anglaise et le Duc, il film è il quarto adattamento storico di Eric Rohmer, nonché l'ultimo lungometraggio diretto dal regista.
Fu presentato in concorso alla 64ª Mostra del Cinema di Venezia.

## Trama
Gallia romana. Una comunità gallica isolata nella pianura del Forez.
Astrea e Celadon sono innamorati l'uno dell'altra, ma devono tener segreto questo amore a causa dell'inimicizia che divide le rispettive famiglie.
Celadon, durante una festa, per non urtare i genitori, d'intesa con Astrea, finge di corteggiare Aminta che riesce a rubargli un bacio. Astrea vede la scena ed è così gelosa da respingerlo senza pietà, intimandogli di non farsi mai più rivedere se non su suo comando.
Celadon, che la sera della festa aveva inciso sulla corteccia di un albero l'ultima poesia all'amata, si getta disperato nel fiume. Astrea ne piange affranta la morte, ritenendosi responsabile di un errore irreparabile.
Celadon, svenuto ma ancora vivo, viene ripescato un po' più a valle dalla ninfa Galatea e dalle sue due ancelle, Leonide e Silvia. Il bel giovane è curato e rifocillato nel palazzo della ninfa che si innamora di lui e decide di trattenerlo presso di sé. Ma Leonide lo aiuta a fuggire, travestendolo con abiti femminili.
Per non infrangere il divieto impostogli da Astrea, Celadon si ritira a vivere nella foresta, in una capanna di foglie. Viene assistito ogni tanto da Leònide e da un potente druido, Adamas, zio di Leonide.
Per distoglierlo dalla sua depressione, Adamas gli consegna un flauto, inchiostro e carta affinché ritorni a comporre. Lo invita a costruire un tempio nella foresta dedicato all'amore eterno. Celadon effigia la divinità con i tratti amati di Astrea.
Astrea e gli amici si recano dai druidi per l'annuale festa religiosa e discutono sull'amore. Si meravigliano della somiglianza dell'effigie della dea con la giovane.
Adamas fa passare Celadon per Alexie, sua figlia ritornata dal convento e l'affida alle cure di Astrea. I tratti della presunta Alexie ricordano quelli dell'amato e Astrea s'innamora ben presto di "lei". A questo punto Celadon si rivela.

## Produzione
Il film è frutto di una coproduzione: Rezo Productions (France), CER (Compagnie Éric Rohmer) (France), BIM Distribuzione (Italia), Alta Producción SL (Spagna); Eurimages, Cofinova 3, Arte/Cofiova 2, Cinémage, Soficinéma 2, Canal+.

### Soggetto
Il soggetto è tratto dal romanzo pastorale L'Astrea di Honoré d'Urfé (1568-1625), ambientato nel V secolo d.C. nella pianura del Forez, (Francia), dipartimento della Loira.

### Luoghi delle riprese
Per le riprese del film cercò paesaggi che avessero conservato un aspetto bucolico: l'Alvernia, il castello di Chaumont-sur-Loire e il castello di Fougères-sur-Bièvre (Loir-et-Cher).
Il regista, nei titoli di testa, si rammarica di non aver potuto girare il film nei luoghi originali, troppo trasformati, ormai, dall'urbanizzazione: questa dichiarazione gli fece rischiare un processo a causa delle rimostranze espresse in sede legale dal Consiglio Generale del Dipartimento della Loira.

### Cast
Rohmer non utilizza attori famosi. I più conosciuti sono Jocelyn Quivrin, Cécile Cassel e due attrici tipicamente rohmeriane, Rosette nel ruolo di Silvia e Marie Rivière nel ruolo della madre di Celadon, che appare brevemente in una sequenza all'inizio del film.

### Voce fuori campo
La storia è raccontata e commentata dalla voce fuori campo di Alain Libolt.

### Prima
Il film esce nelle sale il 5 settembre 2007.

## Critica

### Il libro, il film
Louis Guichard:
(Louis Guichard)
Isabelle Regnier:
(Isabelle Regnier, Le Monde)